# Bolívar Films
Bolívar Films es una empresa cinematográfica Venezolana, con sede en Caracas, con más de 70 años haciendo diversas producciones y posproducciones de comerciales, documentales, cortometrajes, largometrajes, audiovisuales y programas para televisión.

El Cine Archivo de Bolívar Films, es además uno de los archivos fílmicos más importantes de Venezuela.

## Historia
Bolívar Films inició sus actividades a fines de 1939, con documentales filmados por Luis Guillermo Villegas Blanco y Samuel Dembo. Sus primeras producciones conocidas fueron la serie de documentales por encargo titulada Estampas regionales. Gracias a los encargos gubernamentales, la empresa se consolidó en 1942 y adquirió los equipos, el local y el personal de Estudios Ávila y Cóndor Films, así como equipos que habían pertenecido al Ministerio de Obras Públicas. Con esta infraestructura, Bolívar Films se instaló en la urbanización El Conde (Caracas). La compañía se constituyó legalmente el 14 de octubre de 1943.

Además de los encargos gubernamentales, Bolívar Films se benefició de la implantación y primer auge de la industria publicitaria en Venezuela, con un contrato firmado en 1944 con ARS Publicidad para producir cortos publicitarios para las salas cinematográficas. Para 1946, la productora tenía un edificio propio en el este de Caracas, estaba ampliando y renovando sus equipos para emprender la producción de largometrajes y podía prestarles servicios técnicos a otros productores. Además, producía el primer noticiero semanal del país con encargos gubernamentales y reportajes publicitarios; también producía cortos publicitarios para salas cinematográficas. Estas actividades le permitieron ser la mayor productora cinematográfica de Venezuela y también la más longeva.
Entre 1946 y 1947, Villegas Blanco proyectó filmar largometrajes ficcionales para salas comerciales, inspirados en el modelo del cine argentino y mexicano. Contrató personal técnico y artístico en estos países, entrenó al personal venezolano, compró nuevos equipos, construyó un estudio de filmación, buscó -aunque con poco éxito- contratos de distribución y exhibición nacional y latinoamericana. De aquí resultaron varias películas muy desiguales entre sí, de cuya realización encargó a directores extranjeros algunos conocidos y exitosos, otros no tanto: El demonio es un ángel (1949, C. H. Christensen), La balandra Isabel llegó esta tarde (1950, C.H. Christensen), Yo quiero una mujer así (1950, J.C. Thorry), Amanecer a la vida (1950, F. Cortés), Venezuela también canta (1951, F. Cortés), Seis meses de vida (1951, Víctor Urruchúa), Territorio Verde (1952, A. Severino y H. Peterson), Luz en el páramo (1953, Víctor Urruchúa). Los problemas de distribución y exhibición forzaron el fracaso comercial de estos largometrajes pero la empresa continuó funcionando como una productora de documentales por encargo, publicidad y noticieros.
Bolívar Films logra realizar largometrajes de muy alta calidad, alcanzando entre otros galardones, el primer premio de fotografía en el Festival Internacional de Cine de Cannes de 1951 por La balandra Isabel llegó esta tarde. Paralelamente, se produjeron documentales y noticiarios. El Noticiario Bolívar Films se ha venido produciendo ininterrumpidamente desde el año 1946 y hasta hoy en día se proyecta en todas las salas de cine a nivel nacional. Entre 1991 y 1995 Diego Risquez realizó, por encargo de Cinesa, veinticuatro cortometrajes en 35 mm dedicados a artistas plásticos venezolanos. Tales cortometrajes fueron proyectados en el país como parte del noticiario de Bolívar Films.
Bolívar Films se introduce más tarde en el proceso de producción de comerciales, logrando innumerables premios a lo largo de los años. Entre su colección se consiguen archivos que datan desde 1918. En marzo de 2009 apoya la iniciativa de la creación de la Escuela Nacional de Cine en el Distrito Metropolitano de Caracas. En noviembre de 2009 lanzó sincabletv, un canal de televisión en línea centrado en el entretenimiento.

## Cine archivo
En Cine Archivo Bolívar Films, los productores audiovisuales consiguen la imagen de archivo que necesitan para su proyecto comercial, institucional, documental corporativo, televisión, BTL u otro. Además del servicio de banco de imágenes, Cine Archivo Bolívar Films, ofrece transferencias en diferentes formatos de video (Betacam, MiniDV, XDCAM y DVD).
El Cine Archivo de Bolívar Films tiene seis millones de pies de película en formato cine 35 mm y más de 20.000 rollos de película.